# Râul Remetea, Bistra
Râul Remetea este un afluent al râului Bistra. 

## Hărți
- Harta Munții Poiana Rusca  Arhivat în 12 martie 2010, la Wayback Machine.
- Harta Județului Caraș-Severin